# Ricardo Díez
Ricardo Díez Santa Cruz (Rivera, 11 de fevereiro de 1900 – Belo Horizonte, 27 de abril de 1971) foi um treinador de futebol uruguaio que construiu uma carreira trabalhando por quase 30 anos no Brasil. Conquistou campeonatos estaduais com Grêmio Santanense, Sport, Internacional e Atlético Mineiro.

## Carreira

### Como jogador
Algumas fontes da internet afirmam que Ricardo Díez jogou pelo Nacional de Montevidéu. Entretanto, não há registros de período, partidas, gols ou sequer da posição em que ele atuava.

### Como treinador
Díez comandou o Atlético Mineiro em 1950–1951, 1954–1956 e 1958–1959, e ganhou o Campeonato Mineiro de Futebol dos anos de 1949 e 1954, quando este ainda era chamado Campeonato Municipal de Belo Horizonte. Ao todo, dirigiu o Atlético em 168 jogos.
Quinto treinador com mais jogos pelo Galo, foi responsável pelo comando do time na vitoriosa excursão à Europa em 1950, quando teve nas mãos um dos maiores times da história do Atlético, e conquistou o famoso título simbólico de Campeão do Gelo. Voltou a tempo de dirigir a equipe durante duas conquistas da série do pentacampeonato, em meados da década de 1950.
Em Minas, também dirigiu o América (1946), o Siderúrgica de Sabará (1947), o Cruzeiro (1953), o Valeriodoce de Itabira (1962–1963), o Democrata de Sete Lagoas (1965) e o Paraense de Pará de Minas (sem registro de data). Em algumas fontes da internet, o nome de Ricardo Díez também aparece em súmulas do Campeonato Mineiro de 1949 como treinador do América-MG.
Já no ano de 1937, ganhou o Campeonato Gaúcho com o Grêmio Santanense de Santana do Livramento. Repetiu este feito em 1942 com o Internacional, onde foi o primeiro técnico estrangeiro a conquistar um título, o Campeonato Gaúcho, e revelou o zagueiro Nena.
Em Pernambuco, descobriu o futuro craque Ademir de Menezes na Praia do Pina. Díez comandou os três grandes do Recife: foi treinador do Sport em 1941 e 1947, do Náutico em 1957 e do Santa Cruz em 1959. Segundo algumas fontes, ainda treinou o Bahia em 1954. Já no estado de São Paulo, comandou o Santos em algumas partidas no primeiro semestre de 1944.

## Títulos
Grêmio Santanense
- Campeonato Gaúcho: 1937

Sport
- Campeonato Pernambucano: 1941

Internacional
- Campeonato Gaúcho: 1942

Atlético Mineiro
- Campeonato Mineiro: 1949, 1950, 1954, 1955 e 1958